# یایپان
یایپان (به ازبکی: Yaypan) یک منطقهٔ مسکونی در ازبکستان است که در شهرستان ازبکستان واقع شده‌است. یایپان ۲۲٬۱۱۵ نفر جمعیت دارد.